# پاهاجاوا
پاهاجاوا (به لاتین: Pahajjawa) یک منطقهٔ مسکونی در سری‌لانکا است که در استان جنوبی (سری‌لانکا) واقع شده‌است.